# 余德臣
余德臣（1341年—1358年），元朝唐兀人，河南庐州（今安徽合肥市）人，余阙的儿子。
余德臣通经史大义，能熟记诸经。余阙镇守安庆。至正十七年（1357年）冬，陈友谅包围安庆。至正十八年（1358年）正月，安庆城破，余阙自杀。余德臣当时十八岁，说吾父死国，吾何以生，于是自溺于后园深池。